# Тритон блакитнохвостий
Тритон блакитнохвостий (Cynops cyanurus) — вид земноводних з роду Далекосхідний тритон родини саламандрові.

## Опис
Загальна довжина досягає 7—10 см. Спостерігається статевий диморфізм: самиці більші за самців. Голова пласка. Морда округла, краї рота розташовані трохи нижче очей. Сошникові зуби мають V-подібну форму. Язик невеликий, проте товстий, має овальну форму. шкіра голови, тулуба і хвоста вкрита дрібним зернятками, а шкіра черева гладенька, іноді зі зморшками. Кінцівки довгі та слабкі, з 4 пальцями на передніх та 5 — на задніх. Хвіст відносно довгий, дуже сплощений з боків.
Забарвлення коливається від світло-до темно-коричневого, іноді оливкове або буре. Область хребта часто світліше решти шкіри. На череві є червоні чи помаранчеві плями неправильної форми на чорному тлі. Чорні плями зустрічаються і на хвості самців. У шлюбний же період хвіст має яскраво-синє забарвлення. Звідси й походить назва цього тритона.

## Спосіб життя
Полюбляє лісові ставки, рисові поля, штучні водойми. Зустрічається на висоті 1790–2400 м над рівнем моря. Здатен переносити посуху. Живиться безхребетними, дрібною рибою, ракоподібними.
Розмноження ж відбувається у весняно-літній період — з піком у травні-червні. Самиця відкладає яйця відбувається в канавах, ставках та інших дрібних водоймах.
Після шлюбного сезону тварини вибираються на суходіл, але далеко від води не йдуть. Зимує у сирих печерах або ущелинах серед каміння.

## Розповсюдження
Поширено у провінціях Юньнань і Гуйчжоу (Китай).